# Молина Санчес, Сесар Антонио
Се́сар Анто́нио Моли́на Са́нчес (исп. César Antonio Molina Sánchez; род. 1952 в Ла-Корунье, Галисия) — журналист, писатель, литературный критик, преподаватель, директор Института Сервантеса в 2004—2007 годах, министр культуры Испании в 2007—2009 годах.

## Биография
Окончил факультет права в Университете Сантьяго-де-Компостела и отделение журналистики на факультете Информационных (медийных) наук в Мадридском университете Комплутенсе. Блестяще защитил докторскую диссертацию по теме «Испанская литературная пресса с начала XX в. до Гражданской войны», опубликованную в трех томах. Также окончил университет в Перудже по специальности «итальянский язык и литература». Преподавал на факультете гуманитарных наук и журналистики Университета Комплутенсе. Несколько лет был координатором гуманитарных курсов при летнем университете Эскориала. Член Международной ассоциации литературных критиков.
В 1985—1996 годах работал в изданиях La Voz de Galicia, El País, La Vanguardia, Cambio 16 и Diario 16, отвечал за раздел культуры и за специальные приложения «Культура» и «Книги». Также был сотрудником литературных журналов Ínsula, Quimera, Barcarola, Olvidos de Granada, Nuevas Letras, Anthropos, Album, Turia. В 1996—2004 годах был директором-распорядителем частного культурного центра «Мадридский кружок изящных искусств». С мая 2004 по июль 2007 года работал на должности директора Института Сервантеса. Кавалер французского ордена Искусств и изящной словесности (2005), а также других правительственных, иностранных и литературных наград. Автор более трех десятков книг эссе, прозы и поэзии, переводов. Поэзия Молина Санчеса многократно издавалась и переведена на различные языки. В 2007—2009 годах занимал должность министра культуры Испании. В 2008—2009 годах представлял провинцию Ла-Корунья в Конгрессе депутатов (нижняя палата Парламента Испании). В настоящее время — директор Дома читателя Фонда Хермана Санчеса Руипереса.